# Halocypridina
Sous-ordre
Les Halocypridina sont un sous-ordre de crustacés de la classe des ostracodes, de la sous-classe des Myodocopa et de l'ordre des Halocyprida.

## Liste des super-familles
- Halocypridoidea Dana, 1853
- Thaumatocypridoidea Müller, 1906